# Portret księcia Osuny (1785)

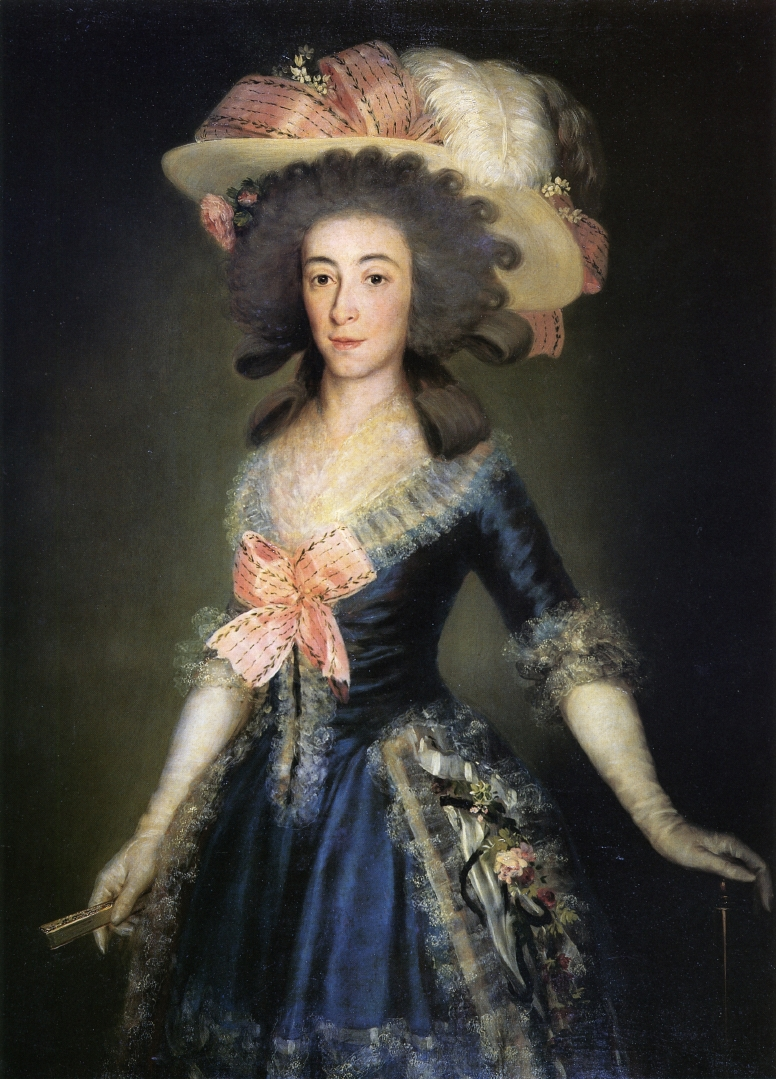
Portret księżnej Osuny

Portret księcia Osuny (hiszp. El Duque de Osuna) – obraz olejny hiszpańskiego malarza Francisca Goi (1746–1828) przedstawiający hiszpańskiego arystokratę.

## Książę de Osuna
Pedro de Alcántara Téllez-Girón, IX książę Osuny (1755–1807) był zamożnym hiszpańskim arystokratą, tytuł książęcy odziedziczył w 1787. Był entuzjastą nauki i sztuki, interesowały go zagadnienia przemysłu i rolnictwa. Przewodniczył Madryckiemu Towarzystwu Ekonomicznemu oraz był członkiem Hiszpańskiej Akademii Królewskiej. Razem z żoną, księżną Osuny, należeli do czołowych przedstawicieli hiszpańskiego oświecenia. Wspólnie organizowali wieczory dyskusyjne, na które zapraszano wybitnych ilustrados. Wspierali kulturę, stworzyli pokaźną bibliotekę zawierającą pozycje zakazane przez inkwizycję. Roztaczali mecenat nad naukowcami i artystami epoki, do których należeli m.in. Leandro Fernández de Moratín i Francisco Goya.

## Okoliczności powstania
Książę i księżna de Osuna zostali pierwszymi mecenasami Goi w Madrycie, ich protektorat nadał tempa karierze malarza. W latach 1785–1817 Goya namalował dla nich około 30 dzieł – portrety patronów i ich dzieci (m.in. Książę i księżna Osuny z dziećmi), sceny religijne, a także serię obrazów gabinetowych, których tematem były czarownice i gusła. Po śmierci księcia w 1807 malarz kontynuował pracę dla jego wdowy, m.in. portretując ich dorosłe córki i synów. Za indywidualne portrety książęcej pary wykonane w 1785 Goya otrzymał 4800 reali de vellón. Goya ponownie sportretował księcia w mniej formalny sposób na obrazie powstałym pod koniec lat 90. lub około 1807.

## Opis obrazu
Portret powstał jako pendant Portretu księżnej Benavente, który Goya namalował w tym samym roku. Według Gassiera Goya namalował księcia inspirując się portretem angielskim. Przedstawił go na neutralnym tle w mundurze pułkownika Gwardii de Corps. Prawa dłoń jest ukryta między połami kamizelki, lewa opiera się na lasce, a pod pachą trzyma bikorn. Z powagą spogląda wprost na widza.

## Proweniencja
Majątek książąt został w dużej części roztrwoniony przez ich spadkobierców, zwłaszcza XII księcia Osuny Mariana Téllez-Girón. W 1896 w Madrycie odbyła się publiczna licytacja posiadłości i kolekcji dzieł sztuki należących do rodziny. Portret księcia został sprzedany, trafił do kolekcji Harris w Londynie i Marck Oliver w Jedburgh w Anglii.